# Hawaii (film)
Hawaii är en amerikansk film från 1966 i regi av George Roy Hill. Filmen är baserad på en roman med samma titel av James Michener.

## Rollista (urval)
| Julie Andrews    | – Jerusha Hale (född Bromley) |
| Max von Sydow    | – Pastor Abner Hale           |
| Jocelyne LaGarde | – Drottning Malama Kanakoa    |
| Gene Hackman     | – Dr. John Whipple            |
| Richard Harris   | – Kapten Rafer Hoxworth       |
| Carroll O’Connor | – Charles Bromley             |